# Johann Karl Leopold von Larisch
Pour les articles homonymes, voir Larisch.
Johann Karl Leopold von Larisch (né le 23 janvier 1734 à Dzielna, près de Ciasna, arrondissement de Lublinitz et mort le 16 mai 1811 à Charlottenbourg) est un officier prussien, en dernier lieutenant-général et chef du 26e régiment d'infanterie. Il donne son nom à la broderie Larisch (de).

## Biographie
Johann Karl Leopold est le fils de Johann Adam von Larisch (né en 1690 et mort le 13 mars 1783 à Breslau) et sa femme Anna Helene, née von Hügelhaus (née en 1712 et mort le 25 octobre 1776). Son père est seigneur de Dzielna et commissaire de marche de l'arrondissement de Lublinitz.
Larisch rejoint d'abord le 3e régiment d'infanterie (de) "von Anhalt-Dessau" et combat pendant la guerre de Sept Ans et la guerre de Succession de Bavière. En 1789, il reçoit le Pour le Mérite. Il devient le commandant du 21e régiment d'infanterie "von Brunswick", avec lequel il prend part à la Guerre de la première coalition en 1792/94. À partir du 29 décembre 1794, il est chef du 14e régiment d'infanterie "von Wildau" le 5 janvier 1795, il devient général de division et le 4 juin chef du 26e régiment d'infanterie, dissous après la capitulation de Blücher près de Ratekau, faisant de Larisch le dernier chef du régiment. Le 22 mai 1801, il est promu lieutenant général. Le 6 août 1803, il reçoit le Grand ordre de l'Aigle rouge. En 1805, il commande l'armée de réserve de Basse-Saxe. En 1806, il rejoint l'armée prussienne à Hanovre. Après la défaite prussienne à la bataille d'Iéna, il prend le commandement du corps Rüchel, le général ayant été blessé lors de la bataille. Le corps s'égare en retraite et se rend à Erfurt. Avec la capitulation de la forteresse le 16 octobre 1806, il est fait prisonnier par les Français. Il retourne en Prusse le 20 août 1807, mais ne reçoit plus de commandement en raison de son âge avancé.
Larisch se marie avec Juliane Magdalene, veuve von Bosse, née von Richard, en 1768. Le mariage reste sans enfant.